# Baron Aberdare

Herb

Baronowie Aberdare 1. kreacji (parostwo Zjednoczonego Królestwa)
- 1874–1895: Henry Austin Bruce, 1. baron Aberdare
- 1895–1929: Henry Campbell Bruce, 2. baron Aberdare
- 1929–1957: Clarence Napier Bruce, 3. baron Aberdare
- 1957–2005: Morys George Lyndhurst, 4. baron Aberdare
- 2005-: Alastair John Lyndhurst Bruce, 5. baron Aberdare

Następca 5. hrabiego Aberdare: Hector Morys Napier Bruce